# Адріан Комнін
Адріан Комнін (бл. 1062 — бл. 1105) — державний та військовий діяч Візантійської імперії.

## Життєпис
Походив зі знатного роду Комнінів. Четвертий син Іоанна Комніна, доместіка схол Заходу, та Анни Далассени. Народився між 1060 та 1062 роками. Здобув блискучу освіту. У 1081 році після сходження його брата Олексія на імператорський трон отримав титул протосебаста. Оженився на доньці колишнього імператора Костянтина X.
У 1082—1083 роках брав участь у військових кампаніх в Епірі та Фессалії, де відзачився у битвах проти італійських норманів на чолі із Робертом Гвіскаром та його сином Боемундом Тарентським. В нагороду у 1084 році отримав пожиттєво доходи від області Кассандра на півострові Халкідіка.
У 1086 році після загибелі Григорія Пакуріана у битві з печенігами призначається доместіком схол Заходу. Спочатку успішно діяв проти печенігів на чолі із ханом Челгу. У серпні 1087 року в битві при Дрістрі керував центром візантійського війська. Втім, печеніги завдали візантійцям нищівної поразки, а Адріан ледве врятувався. 1091 році брав участь у новій військовій кампанії проти печенігів, перед битвою на пагорбі Левуніон йому було доручено захищати лівий берег річки Маріца біля новозбудованого мосту. Втім, у битві при Левуніоні особливо не відзначився.
Взимку 1092—1093 років ініціював судовий розгляд в Фессалоніках, звинувативши небожа Іоанна, себастократор Ісааком Комніном у змові проти імператора. Після того як Іоанна було виправдано, себастократор погрожував своєму братові Адріану, що вискубе його бороду.
1094 році брав участь у змові проти брата-імператора Олексія I спільно з Никифором Діогеном, але згодом сам викрив останнього, видавши це за спеціальну операцію з виявлення змови. Тому Адріан Комнін зумів зберегти свої посади. Того ж року на посаді великого доместика брав участь у церковному суді в Великому Влахернському соборі, де було засуджено вчення Льва Халкідонського.
Помер 19 квітня 1105 року, хоча деякі дослідники вважають, що Адріан Комнін був живий ще у 1118 році.

## Роидна
Дружина — Зоя, донька Костянтина X Дуки, візантійського імператора.
Діти:
- Олексій
- донька
- донька